# Boliviaanse marine

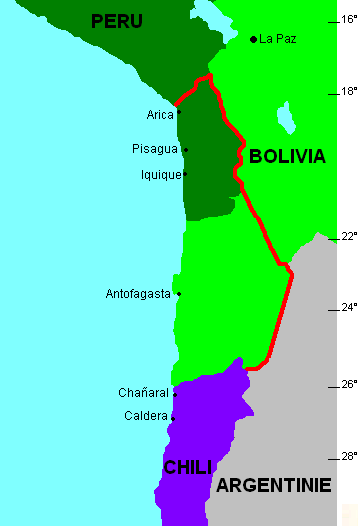
De kuststrook van Bolivia voorafgaand aan de Salpeteroorlog. De rode lijn markeert de huidige grens. Ten noordwesten van La Paz is het Titicacameer afgebeeld.

De Boliviaanse marine (Spaans: Armada Boliviana) is de marine van Bolivia en vormt een direct onderdeel van het leger van dat land.

Marinevlag van Bolivia. De negen kleine sterren staan voor de negen departementen, de grote ster symboliseert de claim op een toegang tot de zee.

Het is opmerkelijk dat Bolivia een marine heeft, aangezien het land sinds 1884 geen kustlijn meer heeft. In dat jaar verloor Bolivia de Salpeteroorlog van Chili, waardoor het de provincie Litoral, bestaande uit de kuststrook rond Antofagasta, moest afstaan. Het verlies van een directe toegang tot de zee heeft niet tot de opheffing van de marine geleid, vooral omdat veel Bolivianen blijven hopen eens weer een kuststrook bij het land te kunnen voegen.
De marine heeft volgens gegevens uit 2008 5000 mensen in dienst. De marine opereert vooral op het Titicacameer en om drugshandel en smokkel tegen te gaan ook op de grote Boliviaanse rivieren. De Boliviaanse marine beschikt over één zeewaardig schip, de Libertador Simón Bolívar. Dit schip is van Venezuela overgenomen (waar het Barquisimeto heette) en heeft als thuishaven de Argentijnse stad Rosario. Daarnaast heeft de marine enkele tientallen grotere rivierschepen plus een aantal bootjes.
De marine neemt veel deel aan parades, vooral op de Dia del Mar ("Dag van de Zee"), waar de wens om een directe toegang tot de zee te hebben centraal staat.